# 108-as busz (Miskolc)
A miskolci 108-as buszjárat a Repülőtér és a Húskombinát kapcsolatát ellátó gyorsjárat volt.

## Története
- 1979. június 1.–1981. május 31. Repülőtér – Húskombinát

| 108 (Repülőtér – Húskombinát) | 108 (Repülőtér – Húskombinát) | 108 (Repülőtér – Húskombinát) | 108 (Repülőtér – Húskombinát) | 108 (Repülőtér – Húskombinát) |
| Perc (↓)                      | Megállóhely                   | Perc (↑)                      | Átszállási kapcsolatok        | Intézmények                   |
| 0                             | Repülőtér                     | 16                            |                               |                               |
| 3                             | Északi iparterület            | 13                            |                               |                               |
| 4                             | Zsarnai telep                 | 12                            |                               |                               |
| 7                             | AMFORA                        | 8                             |                               |                               |
| 10                            | József Attila utca            | 5                             |                               |                               |
| 12                            | Tiszai pályaudvar             | 3                             |                               |                               |
| 13                            | MÉH                           | 2                             |                               |                               |
| 15                            | Húskombinát                   | 0                             |                               |                               |
| ----------------------------- | ----------------------------- | ----------------------------- | ----------------------------- | ----------------------------- |